# علم الغروانية والسطوح البينية
علم الغروانية والسطوح البينية (Interface and colloid science) هو تقاطع متداخل التخصصات لفروع الكيمياء والفيزياء وعلم النانو والمجالات الأخرى التي تتعامل مع المواد الغروانية والأنظمة غير المتجانسة التي تتكون من خليط ميكانيكي من الجسيمات بين 1 نانومتر و 1000 نانومتر مشتتة في وسط مستمر. لها تطبيقات وتشعبات في الصناعة الكيميائية، والمستحضرات الصيدلانية، والتكنولوجيا الحيوية، والسيراميك، والمعادن، وتكنولوجيا النانو،والموائع الدقيقة، من بين أمور أخرى. لهذا الفرع تطبيقات وتشعبات في الصناعة الكيميائية، والمستحضرات الصيدلانية، والتكنولوجيا الحيوية، والسيراميك، والمعادن، وتكنولوجيا النانو، والموائع الدقيقة، من بين أمور أخرى. هناك العديد من الكتب المخصصة لهذا التخصص العلمي، وهناك مسرد للمصطلحات، مصطلح في علوم وتكنولوجيا التشتت، نشره المعهد الوطني الأمريكي للمعايير والتكنولوجيا.